# Fairmairoplia pygialis
Fairmairoplia pygialis är en skalbaggsart som beskrevs av Leon Fairmaire 1898. Fairmairoplia pygialis ingår i släktet Fairmairoplia och familjen Melolonthidae. Inga underarter finns listade i Catalogue of Life.